# Guardia Rural Los Pumas (centro clandestino de detención)
En el Cuartel Central de la Guardia Rural Los Pumas, en jurisdicción de Santa Felicia, departamento Vera, provincia de Santa Fe funcionó un centro clandestino de detención (CCD) durante la última dictadura cívico militar de Argentina. La Guardia Rural Los Pumas tuvo un rol preponderante durante las décadas de 1960 y 1970 en la represión política en el norte santafesino y en otros lugares de la provincia, como Santa Fe, Rosario y Villa Constitución.

## Los Pumas
La guardia rural Los Pumas fue creada en 1961 por el entonces gobernador Carlos Sylvestre Begnis, siendo la primera Policía en su tipo creada en Sudamérica. La agrupación tenía entonces el objetivo de cubrir territorios pocos poblados, actuar en islas sujetas al vandalismo y proteger las explotaciones ganaderas. La dictadura de Juan Carlos Onganía la convirtió en una fuerza paramilitar de represión política, a la que muchos compararon con la milicia paramilitar de Los Cardenales.
Fue conducida desde sus inicios por oficiales del Ejército y Gendarmería e incorporada a la estrategia anticomunista de la “guerra fría”, desarrollando una amplia tarea de inteligencia hacia los movimientos populares, que fueron demostradas por Raúl Borsatti en su libro “El Control- Espionaje político y resistencia popular en el Norte santafesino”, con documentación proveniente del Archivo Provincial de la Memoria.
La guardia rural comenzó a actuar como fuerza represiva en 1969, durante el Ocampazo, movimiento popular surgido a raíz del colapso de La Forestal y el cierre de los ingenios azucareros de la zona. Se había organizado una marcha que, partiendo de la plaza de Villa Ocampo intentaba llegar a la capital de la provincia, liderada por Raimundo Ongaro, dirigente de la CGT de los Argentinos y por el cura tercermundista Rafael Yacuzzi. Efectivos de la guardia rural impidieron el avance y la marcha solo alcanzó la ruta 11 a escasa distancia del centro de la localidad.
En 1975, un año antes del golpe de Estado que dio inicio a la dictadura, se sumó al operativo Serpiente Roja del Paraná, como se llamó a la ocupación militar de Villa Constitución, destinado a combatir el “Complot de la Industria Pesada”.
Un destacamento de la guardia rural operó en Acindar desde 1975. Este grupo tenía su asentamiento en Santa Felicia, cerca de Vera.

## Justicia
La Justicia probó que el destacamento de la guardia rural Los Pumas funcionó como CCD y tortura de personas.
La investigación que se inició en el año 2005, incluyó a siete miembros de distintas fuerzas, y a uno de los jefes de la guardia rural, Héctor Aglieri, (fallecido en 2011), quien en su testimonio describió el funcionamiento del lugar:

Santa Felicia era un pueblo forestal de 47 hectáreas, donde había una antigua fábrica de tanino. Los edificios estaban separados por distancias de hasta 150 y 400 metros, entre la guardia y la jefatura. El cuartel estaba rodeado por seis garitas, un alambrado perimetral con luces hacia fuera y en un tiempo, se habían colocado minas en la zona este.

En 2013, los siete acusados en el juicio por delitos de lesa humanidad cometidos en el norte de la provincia recibieron penas de entre siete y 21 años de prisión, por los delitos en perjuicio de 35 víctimas, durante la última dictadura.
Sambuelli, quien era el jefe de la represión ilegal en el norte de la provincia, recibió la condena más dura y el Tribunal dictaminó una condena histórica tras considerar de lesa humanidad, por primera vez en la justicia provincial, a los delitos sexuales cometidos en los centros clandestinos de detención.

## Señalización
En julio de 2014, el cuartel de la guardia rural Los Pumas, en Santa Felicia,  fue señalizado como "sitio de la memoria", por haber funcionado un CCD de la dictadura.